# Machinefabriek Bolnes

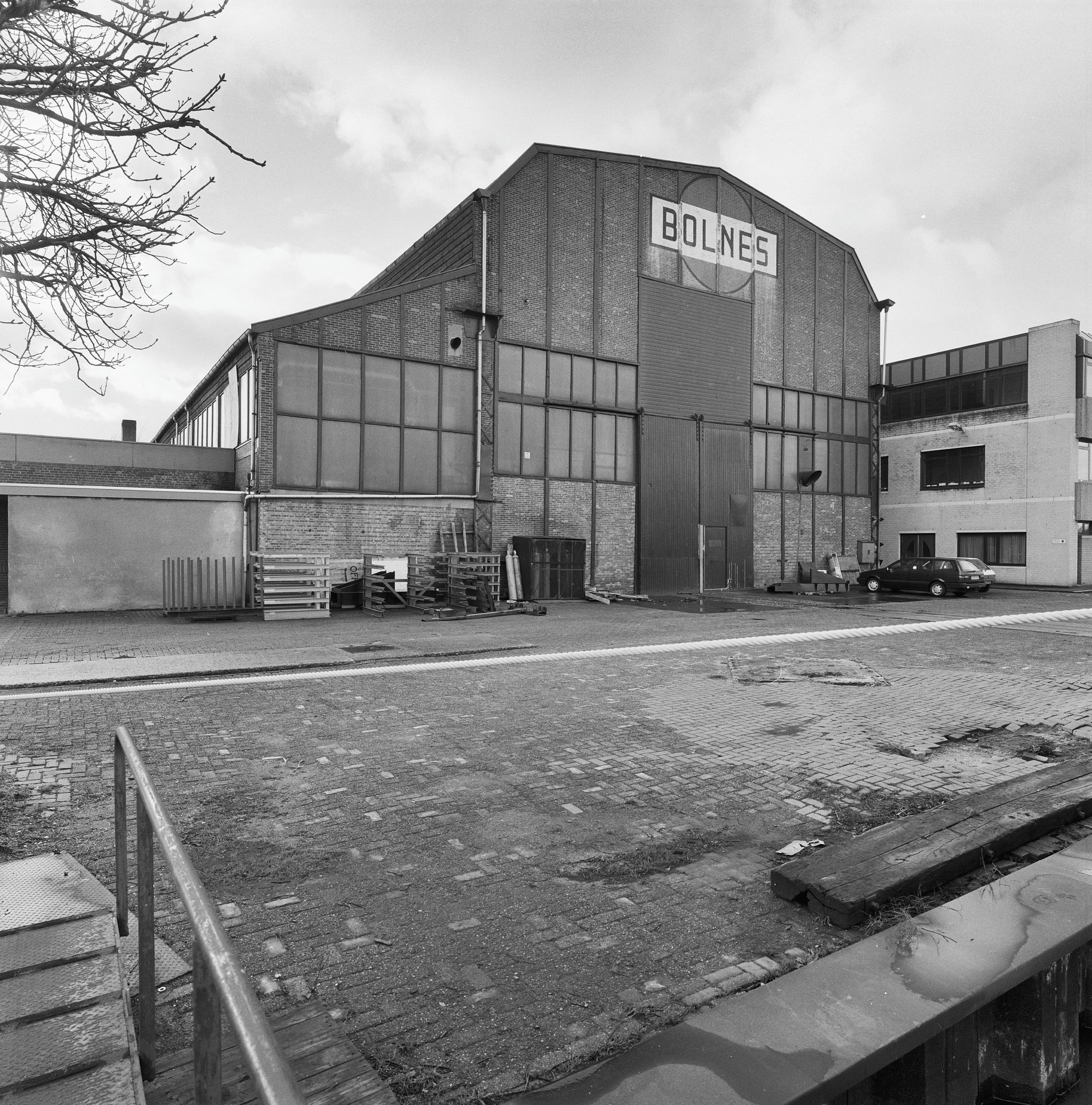
Voorgevel van de fabriek op De Zaag

De Machinefabriek Bolnes was een Nederlandse gieterij en machinefabriek, oorspronkelijk op een stuk griend in Bolnes, later op De Zaag, een eiland in Krimpen aan de Lek.

## Geschiedenis
Johan Hendrik van Cappellen was niet zo gezond en werd horlogemaker, een zittend beroep. Hij bouwde ook een kleine stoommachine, waarmee hij aan de rivierdijk tussen Schiedam en Vlaardingen een houtzagerij begon. In 1875 werd deze door brand verwoest, waarna bleek dat de brandverzekering was verlopen en een nieuwe nog niet was gesloten. Van Cappellen werd medefirmant bij Gieterij Bakker in Ridderkerk, die hoofdonderdelen voor vlasbraakmachines vervaardigde. Bakker & Co maakte de stoommachines voor de dynamo's van Willem Smit in Slikkerveer voor de elektrische verlichting van de gevangenissen in Scheveningen, Arnhem en Breda. Bas Bakker wilde in 1879 rubberartikelen gaan maken, wat er toe leidde dat Van Cappellen in 1885 in Bolnes startte met een eenvoudige gieterij. Op 13 mei 1885 werd door het College van Burgemeester en Wethouders van Ridderkerk aan Van Cappellen vergunning verleend voor de oprichting van een ‘Fabriek voor Stoom en andere Werktuigen’ te Bolnes. Deze groeide uit tot Gieterij en machinefabriek 'J.H. van Cappellen Fabrikant van Stoom-en andere Werktuigen, met geleend geld van de gebroeders Pot en aflossing in natura met bolders, kluizen en verhaalklampen. Er werden ponsmachines, slagscharen en buigbanken voor de scheepsbouw en stuurinrichtingen en handlieren voor op de werven gebouwde vaartuigen gefabriceerd. Een groot aantal stoomspillen en ketels werd geleverd en gemonteerd op Nederlandse haringloggers en ook stoomlieren en werktuigen onder meer voor 3 houtzagerijen.
In 1908 nam zoon Cornelis Willem (toen 32) het roer over en kreeg het bedrijf een nieuwe naam. ‘N.V. Machinefabriek Bolnes voorheen J.H. van Cappellen’. Hij had vroegtijdig de nieuwe ruwolie-motor met gloeikop gesignaleerd als een concurrent van de stoommachine en besloot in 1909 om die zelf te gaan maken. Ook de realisering van stoominstallaties met vermogens tot 1200 pk vroeg dringend om een groter terrein en om verruiming van de productiemogelijkheden. Op het eiland De Zaag in Krimpen aan de Lek was 'scheepswerf Rotterdam' gevestigd. Op 19 april 1910 verkochten de directeuren hun opstallen en het tijdelijk recht van erfpacht op de ruim 4 ha grond voor 2500 gulden aan de 'N.V. Machinefabriek Bolnes voorheen J.H. van Cappellen'. Bij die overeenkomst kreeg Bolnes ook de aan de scheepswerf verleende vergunningen tot "het maken van ophogingen en verdedigingswerken, het uitvoeren van afgravingen en wegbaggeren voor een ligplaats van vaartuigen en tot het bouwen van een vaste brug". De scheepsbouwloods werd ingericht tot machinefabriek, over de Bakkerskil kwam een wagenbrede houten brug met één leuning.
In 1913 werd de eerste gloeikopmotor met kruiskop gefabriceerd. Bolnes was de enige fabriek ter wereld die bij het vermogen van de door haar gefabriceerde dieselmotoren de kruiskop toepaste. In 1926 kwam de eerste gefabriceerde dieselmotor met één cilinder en een vermogen van 25 pk. Via een latere vinding gaf hij de kruiskop de vorm van een zuiger, die daardoor tevens werkte als een extra spoelpomp en een vergroting van het vermogen mogelijk maakte. In 1926 kwam Johann Hendrik van Cappellen (toen 24) bij zijn vader in de zaak. Een van zijn eerste taken was het ontwerpen van een dieselmotor, gebaseerd op de ervaringen met de gefabriceerde gloeikopmotoren. In 1928 werd met de bouw van dieselmotoren begonnen en tegelijkertijd werden bestaande gloeikopmotoren ongebouwd tot dieselmotor.
In totaal werden er door de fabriek 144 stoommachines met een totaal vermogen van 47794 pk geleverd, de kleinste machine was 68 pk, terwijl de grootste een vermogen had van 1250 pk. Er werden 158 stoomketels vervaardigd. Eind 20 jaren kwam er een definitief einde aan de fabricage van stoomwerktuigen. In totaal werden er 433 gloeikopmotoren met een totaal vermogen van 24.440 pk gebouwd. De laatste twee werden afgeleverd in het jaar 1935.
In 1932 kwam de eerste dieselmotor met centrale druksmering. De in de jaren 30 gefabriceerde driecilinderdieselmotor 3-HS-270 leverde 180PK, was 2.60 m lang, 2.34 m hoog boven de werkvloer en woog 11200 kg. De motor van de periode na 1971, de DNL 190/600 leverde met 3 cilinders 570 pk dus het meer dan drievoudige vermogen, was 10 cm korter, 27 cm lager en woog 7200 kg. Dat wil zeggen vier ton of wel 35% lichter. De 20 V-DNL 190/600, 6,50 m lang en 2,26 m hoog leverde met 20 cilinders 3800 pk met een gewicht van 33,5 ton.
In 1948 maakte J.H. van Cappellen een studiereis naar de Verenigde Staten voor onderzoek naar het lassen van het motorframe en het samenstellen van de motor uit eenvoudiger standaardonderdelen. In samenwerking met prof. ir. Kroon van de Technische Hogeschool Delft werd een nieuw motortype ontworpen, gebaseerd op de waarden 50 pk per cilinder bij 430 omw/min, die in 1949 voor het eerst draaide. In 1958 kwam de eerste gelaste dieselmotor in V-uitvoering (onder de hoek van 36 graden leveren twee rijen cilinders een naar evenredigheid groter vermogen) in productie. In 1959 kwam Cornelis Willem van Cappellen, toen 26, in dienst van het bedrijf.
In 1971 werd de naam van het bedrijf veranderd: ‘Bolnes Motorenfabriek BV’. ‘BV Machinefabriek Bolnes’ werd de beleggingsmaatschappij met J.H. van Cappellen als directeur. De directie van de ‘Bolnes Motorenfabriek BV’ werd vanaf dat moment gevormd door de heren J. Bode, C.W. van Cappellen, P. Groeneweg en A.C.M. van Putte. In 1974 stopte P. Groeneweg met zijn werkzaamheden en J. Bode werd korte tijd later benoemd tot algemeen directeur. In 1982 beëindigde ook J.H. van Cappellen zijn werkzaamheden bij de ‘BV Machinefabriek Bolnes’. C.W. van Cappellen volgde hem daar op als voorzitter van de raad van beheer en wisselde tegelijkertijd zijn functie van directeur van de ‘Bolnes Motorenfabriek BV’ voor die van commissaris. Ondanks modernisering en sterkere gerichtheid op het buitenland (in 1984 een miljoenenopdracht verkregen voor 10 lijnmotoren met totaal 78 cilinders en een gezamenlijk vermogen van 15000 pk) werd Bolnes Motorenfabriek in 1988 overgenomen door Stork Wärtsilä, die in 1989 stopte met de fabricage van Bolnesmotoren. De reparaties aan Bolnesmotoren gingen in 1988 over naar Stork Wärtsilä Diesel. Een ander deel werd Bolnes MultiTechniek. De gebouwen op de Zaag werden ondergebracht bij Bolnes Vastgoed. Tot 1996 bleef Wärtsilä in de gebouwen van Bolnes op de Zaag, daarna verhuisde het naar Schiedam.
Veel oud-medewerkers van Bolnes vonden werk bij Wärtsilä. Anderen konden blijven werken bij bedrijven die in de Bolnesgebouwen werden gevestigd. In 2017 waren wereldwijd nog steeds 300 Bolnesmotoren in bedrijf. Hiervoor wordt nog steeds service verleend en onderdelen geleverd.

## Directie
- Johann Hendrik van Cappellen (1847-1919)..............1885-1908
- Cornelis Willem van Cappellen (1876-1954).............1890-1954
- Johann Hendrik van Cappellen (1902-1985)..............1926-1982
- Cornelis Willem van Cappellen (1933-2000).............1959-1988

## Smit & Bolnes

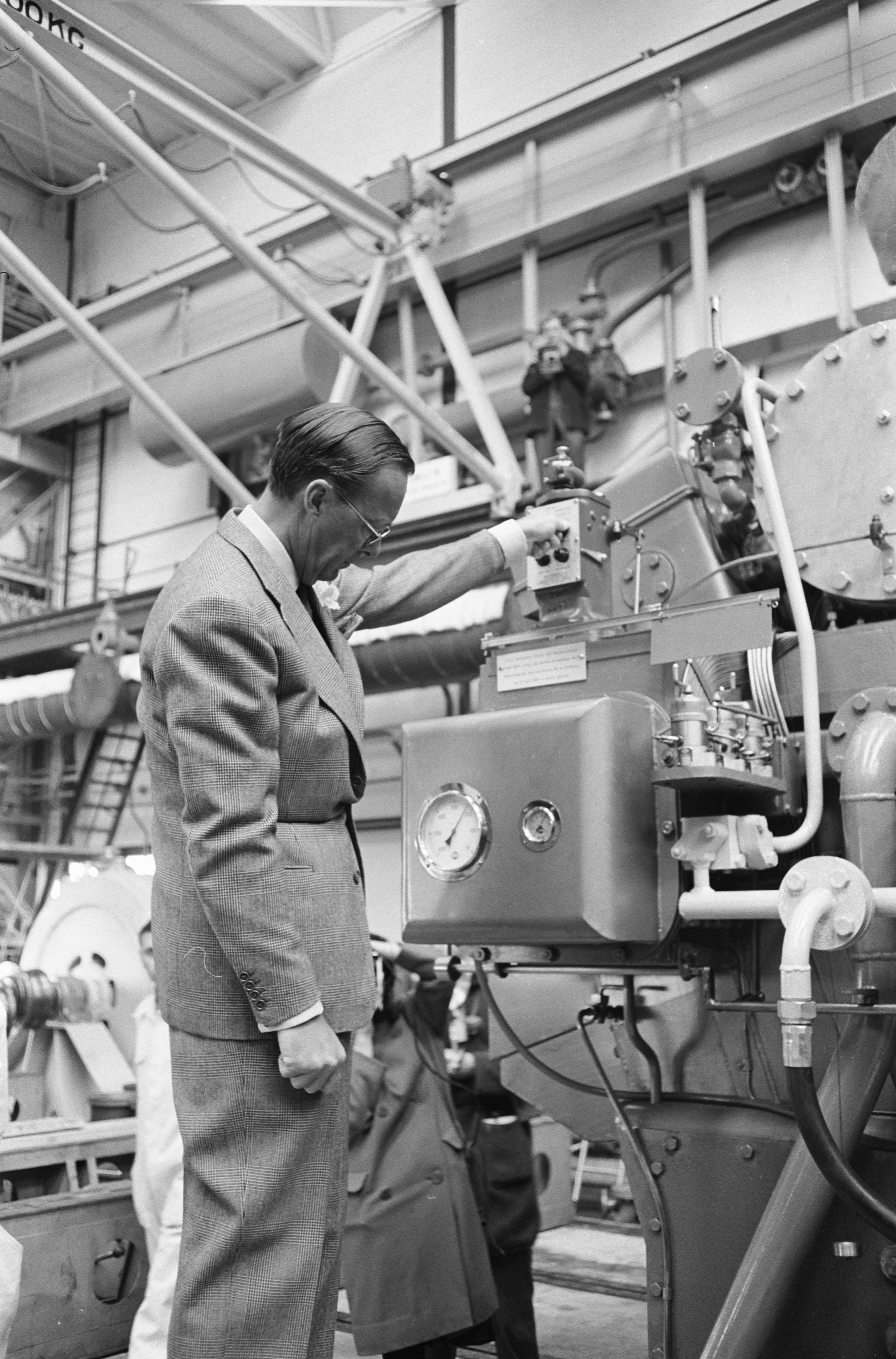
Bezoek Prins Bernhard aan Zeeland; fabriek van Smit en Bolnes te Zierikzee, 10 april 1962

Vanaf 1954 tot 1960 werden Smit-Bolnesmotoren te Kinderdijk geproduceerd, naderhand in een nieuwe motorenfabriek van Smit & Bolnes te Zierikzee. Dit was een samenwerkingsverband, omdat de motoren van Bolnes maar 50 pk per cilinder produceerden en de vraag in vooral de baggerwereld naar meer vermogen groot was. Dhr. Dick Leonardus Hendrik Smit besloot in overleg met de familie Van Cappellen, als adjunct-directeur in het familiebedrijf van L. Smit & Zoon Scheeps- en Werktuigbouw N.V. te Kinderdijk, de Bolnesmotor in een vergrote uitvoering bij de Machinefabriek te Kinderdijk te gaan bouwen. Die vergrote Bolnesmotor kwam als Smit-Bolnesmotor op de markt. Nieuwe ontwikkelingen aan de motoren werden door Bolnes en Smit & Bolnes gedeeld, naast het feit dat men elkaar op de hoogte hield en gezamenlijk reclame maakte. Toch bleven Bolnes en Smit & Bolnes op zichzelf staande motorenfabrikanten. IHC Calland (het moederbedrijf van Motorenfabriek Smit & Bolnes) besloot om economische redenen om Motorenfabriek Smit & Bolnes in 1977 te sluiten en de motorenproductie te staken.

## Trivia
- De geschiedenis van Bolnes, zoals door Boon beschreven, kwam vooral voor hem tot leven in een interview in het "Raadhuisje" het privéwerk- en hobbydomein van J.H. Van Cappellen, in samenspel met zijn vriend, gewezen mededirecteur en -bestuurder Spruit.
- 10 mei 2017 werd het monument De Krukas uit een Bolnesmotor op het marktplein in Krimpen aan de Lek onthuld. Het kunstwerk – ontworpen en vervaardigd door kunstenaar Leo Jongenotter – bestaat uit een horizontaal geplaatste krukas van een type 12-VL motor.